# Дикий ноль
«Дикий ноль» или «Дикое ничтожество» (англ. Wild Zero) — японский комедийный фильм ужасов 1999 года, снятый режиссёром Тэцуро Такэути. В главной роли снялся Масаси Эндо, сыгравший Эйса — фаната японской панк-группы Guitar Wolf. После попытки помочь группе, Гитарный волк делает Эйса кровным братом и даёт ему свисток, с помощью которого он может позвать группу на помощь. Во время ограбления заправки Эйс невольно спасает Тобио (Шитичай Кванчару), в которую сразу же влюбляется. По пути на концерт Guitar Wolf Эйс и Тобио попадают в осаду зомби.
«Дикий ноль» был показан в качестве части сериала Midnight Madness на Международном кинофестивале в Торонто 2000 года.

## Сюжет
После падения на город Осака метеорита, большая часть местных жителей превратилась в зомби.
Молодой панк по кличке Эйс (туз) пытается защитить своих кумиров — (реально существующую) панк-группу Guitar Wolf во время их стычки с менеджером их домашнего клуба Капитаном. Их лидер Гитарный волк в благодарность делает Эйса кровным братом и даёт ему свисток, с помощью которого он может позвать группу на помощь.
На следующий день Эйс едет на своём мотоцикле в следующий город на их концерт. В это же время двое друзей Масао и Тоси везут девушку Тоси Ханако посмотреть на метеорит. Масао решается на грабёж заправки, однако его случайно ударяет дверью зашедший заправиться Эйс, после чего Масао в замешательстве убегает. На заправке Эйс видит трансвестита Тобио, упавшего в обморок во время ограбления, которого принимает за девушку. Между ними появляется симпатия, но Эйс покидает Тобио, так как опаздывает. На дороге он видит оставленный автомобиль, при приближении к которому он натыкается на зомби, пожирающих пассажиров. Эйс возвращается за Тобио и они прячутся на заброшенном складе. Тобио раздевается перед Эйсом и он в ужасе что Тобио не девушка убегает от неё. Однако ему является видение Гитарного волка, говорящего: «У любви нет границ, национальности и пола», и Эйс пробивается через зомби пытаясь вернуть ушедшего Тобио. Он свистит в свисток, данный Волками.
Остановившись на привал в лесу, Тоси и Ханако отходят от Масао в лес. Вернувшись, они видят что Масао стал жертвой зомби и бегут со всех ног через лес.
Отыграв концерт, Guitar Wolf получают сигнал Эйса и едут ему на помощь. На дороге они встречают молящих о помощи Тоси и Ханако, подобрав их они едут на заправку. На ней они встречают отбивающуюся от толпы зомби торговку оружием. Теперь им всем вместе надо спасти Эйса и не превратиться в зомби самим. Сложностей прибавляют жаждущий мести Капитан и НЛО, вызвавшее падение метеорита.

## В ролях
| Актёр            | Роль            |
| ---------------- | --------------- |
| Гитарный волк    | играет сам себя |
| Бас волк         | играет сам себя |
| Драм волк        | играет сам себя |
| Эндо Масаси      | Эйс             |
| Шитичай Кванчару | Тобио           |
| Инамия Макото    | Капитан         |
| Харука Накадзё   | Ямадзаки        |
| Сиро Намики      | Кондо           |
| Танэко           | Ханако          |
| Ёсиуки Морисита  | Тоси            |
| Масао            | Масао           |
| Таваки Фусамори  | Мори            |
| Акихико Мурата   | Тосио           |

## Производство
Дикий ноль стал дебютной режиссёрской работой для Тэцуро Такэути, до этого снимавшего преимущественно видеоклипы. Съёмки фильма проходили в Таиланде. Тайские военные, а также члены их семей сыграли в фильме зомби. Главные роли сыграли японские актёры, кроме Тобио, которого сыграл тайский актёр Шитичай Кванчару, но озвучила японская актриса Ёко Асада.

## Выпуск
В Японии фильм вышел 8 августа 1999 года. В 2000 году он был показан на Международном кинофестивале в Торонто.
28 октября 2003 года компания Synapse Film выпустила Дикий ноль на DVD.

## Критика
Журнал Variety дал фильму смешанную оценку, заявив что «в картине есть всё, чего хочет аудитория полночных кинотеатров, хотя подобные элементы едва ли помогут фильму завоевать другое театральное время». Интернет-портал Allmovie дал фильму оценку в три с половиной звезды из пяти, отметив, что «головокуружительная энергия фильма, и его непроститильно нелепый сюжет несут в себе взрывы хохота».

## Интересные факты
- Гитарный рифф который играет Сэйдзи (Гитарный волк) перед тем, как совершить какое-нибудь действие, взят из композиции «Rumble» Линка Рэя, который оказал огромное влияние на группу[5].